# Europska knjižnica
Europska knjižnica (The European Library) je Web servis koji nudi pristup sadržajima 47 nacionalnih knjižnica Europe. Sadržaji, kako oni u digitalnom obliku tako i oni u ne digitalnom obliku, uključuju knjige, magazine, časopise, audio snimke i ostale materijale. Web portal Europske knjižnice nudi uslugu besplatnog pretraživanja i dostavlja zapise meta podataka, kao i digitalne objekte: neke besplatno, neke uz plaćanje. Management Europske knjižnice temelji se na konzorciju 23 nacionalne knjižnice koje brinu o održavanju i razvijanju usluga na portalu.

## Povijest
Europska knjižnica zapravo je nadogradnja na infrastukturu TEL-a (The European Library), Web servisa koji su uspostavili članovi CENL-a (Conference of European National Librarians) i 9 nacionalnih knjižnica (Finska, Njemačka, Italija – Firenca i Rim, Nizozemska, Portugal, Slovenija, Švicarska i Velika Britanija). Projekt TEL započet je 2001. u okviru Petog okvirnog programa (Fifth Framework Programme) Europske komisije i trajao je sve do 2004. godine. 
Sama stranica koja se nalazi na adresi www.theeuropeanlibrary.org otvorena je 17. ožujka 2005., a u manje od godinu dana imala je više od 500.000 posjetitelja. Trenutačno se putem nje mogu pretražiti kolekcije 23 nacionalne knjižnice, a još 21 dostupna je putem poveznica. U srpnju 2005. pridružile su se još i knjižnice Austrije, Srbije i Hrvatske.
Nacionalne knjižnice 10 novih država članica Europske unije postale su djelom Europske knjižnice putem projekta TEL-ME-MOR (The European Library: Modular Extensions for Mediating Online Resources). Zadaća tog projekta bila je poticanje tih država da se razvijaju na području IST-a (Information Society Techologies). Prvog siječnja 2006. nacionalne knjižnice Estonije i Latvije kao i Danska Kraljevska knjižnica postale su punopravne članice konzorcija. U srpnju 2006 nacionalne knjižnice Češke, Slovačke i Mađarske dodale su svoje digitalne sadržaje na portal, a Cipar, Litva, Malta i Poljska to su učinile do prosinca iste godine.
Sljedeći korak u proširenju Europske knjižnice bio je EDL projekt (European Digital Library). Projekt je započet u rujnu 2006, a zamišljen je kako bi bibliografske kataloge i digitalne kolekcije preostalih 9 EU i EFTA nacionalnih knjižnica integrirao u Europsku knjižnicu. Zemlje uključene u taj projekt su ili članice Europske unije ili Europske udruge slobodne trgovine (European Free Trade Association). To su Belgija, Grčka, Island, Irska, Lihtenštajn, Luksemburg, Norveška, Španjolska i Švedska. Osim što podupire članice da postanu punopravni partneri Europske knjižnice, projekt se fokusira i na razvijanje višejezičnosti na samoj stranici, poduzima prvi korak prema Europskom registru meta podataka (European Metadata Registry) i bilježi napore pri digitalizaciji knjižnične građe. Krajnji cilj ovog projekta je da do kraja 2007. godine sve zemlje Europske unije budu članice Europske knjižnice. EDL je također odgovoran za dvije uspješne radionice okrenute prema tehničkim i političkim problemima spajanja digitalnih spremišta ostale kulturne baštine u jedno, kao dio Europske knjižnice. Program financira Europska komisija, a trajat će 18 mjeseci.

## Web stranica
Web stranica Europske knjižnice stalno se prilagođava potrebama svojih korisnika. U početku, dok je još bila u eksperimentalnoj fazi, bilo joj moguće pristupiti jedino preko Internet Explorera 6.0. Od lipnja 2005. to je moguće i preko Camina (korisnici Maca), Netscapea i Mozille. Drugi preglednici kao što su Opera, Safari i Galeon još uvijek nisu kompatibilni s arhitekturom portala Europske knjižnice. Stranicu održava službeni Ured Europske knjižnice smješten u prostorima Nizozemske Kraljevske knjižnice u Haagu na čijem je čelu Jill Cousin, direktor Europske knjižnice. Osim same usluge pretraživanja, stranica nudi i informacije o svih 47 knjižnica, kratki pregled svoje povijesti te vrlo koristan vodič za nove korisnike i zanimljivu Power Point prezentaciju kao brz i jednostavan uvod u arhitekturu Europske knjižnice za knjižničare i stručnjake.

## Vodič
Europska knjižnica omogućuje pristup online katalozima i digitalnim zbirkama europskih nacionalnih knjižnica. To znači da korisnici mogu:
a) Pretraživati do 15 nacionalnih knjižnica odjednom te odabrati na kojem jeziku žele stranicu Europske knjižnice
b) Provjeriti da li je njihov predmet u digitaliziranom obliku
c) Pronaći fizičku lokaciju traženog predmeta ako nije dostupan u digitalnom obliku, i dobiti direktan pristup usluzi »dostave« nacionalnih knjižnica
d) Pristupiti preko dobivenih rezultata drugim web izvorima izvan okvira Europske knjižnice: on-line knjižarama, pretraživačima za daljnja istraživanja, itd.
Također postoji i mogućnost registracije koji korisniku dopušta spremanje svih pretraživanja i download istih.
Detaljan opis služenja servisima Europske knjižnice možete naći na njenoj Web stranici. 

## Hrvatska i Europska knjižnica
Hrvatska Nacionalna i sveučilišna knjižnica postala je djelom Europske knjižnice u srpnju 2005. godine. Od kolekcija, NSK se može pohvaliti s 8 zanimljivih zbirki i 5 blaga: »Misal po zakonu rimskoga dvora«, »Istarski razvod«, »Hrvatskom crkvenom pjesmaricom«, »Plan du port de Veruda« te portret Ferdinanda Prvog.

## Zaključak
U zadnjih dvadesetak godina tehnologija se razvila onako kako je malo tko to očekivao. Ne postoji ništa na svijetu što ne možete pronaći ili dobiti putem Interneta. Isto to desilo se i s knjigama. Iako pisana knjiga i dalje ima svoju težinu, sve ih se više digitalizira i postaje dostupno putem Interneta.
Europska knjižnica zapravo je temelj za razvoj Europske digitalne knjižnice. Inicijativom Europske komisije nastoji se digitalizirati ne samo knjižničnu građu, već i muzejsku i arhivsku i slične materijale te ih učiniti dostupne masama ljudi diljem cijeloga svijeta putem čuda zvanog Internet. 

## Vanjske poveznice
- Europska knjižnica
- Projekt TEL-ME-MOR
- EDL projekt